# Сєверна сільська рада (Первомайський район)
Сє́верна сільська рада (рос. Северный сельский совет) — сільське поселення у складі Первомайського району Алтайського краю Росії.
Адміністративний центр — село Сєверне.

## Населення
Населення — 1791 особа (2019; 2019 в 2010, 2139 у 2002).

## Склад
До складу сільської ради входять:
| Населений пункт     | Населення, осіб (2002) | Населення, осіб (2010) |
| ------------------- | ---------------------- | ---------------------- |
| Леб'яже, село       | 265                    | 257                    |
| Новокраюшкино, село | 389                    | 354                    |
| Сєверне, село       | 1485                   | 1408                   |